# Tasso Wild
Tasso Wild (født 1. december 1940) er en tysk tidligere fodboldspiller (midtbane).
Wild spillede de første otte år af sin seniorkarriere hos FC Nürnberg. Her var han med til at vinde både det tyske mesterskab og en pokaltitel.
Senere spillede Wild også for Hertha Berlin. I 1971 blev han idømt livsvarig karantæne fra Bundesligaen på grund af hans indblanding i en stor matchfixing-skandale.

## Titler
Bundesligaen
- 1961 FC Nürnberg

DFB-Pokal
- 1962 med FC Nürnberg